# Émilien Hocquet
Émilien Hocquet est un sommelier « meilleur sommelier du Luxembourg 2009. »

## Biographie
Émilien Hocquet est sommelier au restaurant « Ma langue sourit » au Luxembourg.

## Liens  externes
- www.sommelier.lu/palmares.html